# Константин Теллалов
Константин Христов Теллалов е български политик от БКП.

## Биография
Роден е през 1925 година в село Орач, Османпазарско. Още в училище влиза в РМС, а през 1942 година получава пет годишна присъда. Завършва специалност Журналистика в Софийският университет. През 1944 година става член на БКП. Между 1951 – 1958 е член на ЦК на ДКМС. Между 1966 и 1967 г. е заместник-постоянен представител на България в ООН. В периода 1967 – 1972 г. е завеждащ отдел „Външна политика и международни връзки“ при ЦК на БКП. От 1972 до 1976 г. е секретар на ЦК на БКП. След 1982 г. е назначен за постоянен представител на България в международните организации в Женева при службите на ООН. В отделни периоди е посланик на България в Канада, Венецуела и Гвиана. През 1990 година взема участие в така наречената кръгла маса, където представя Комитета по правата на човека.